# Anhaux

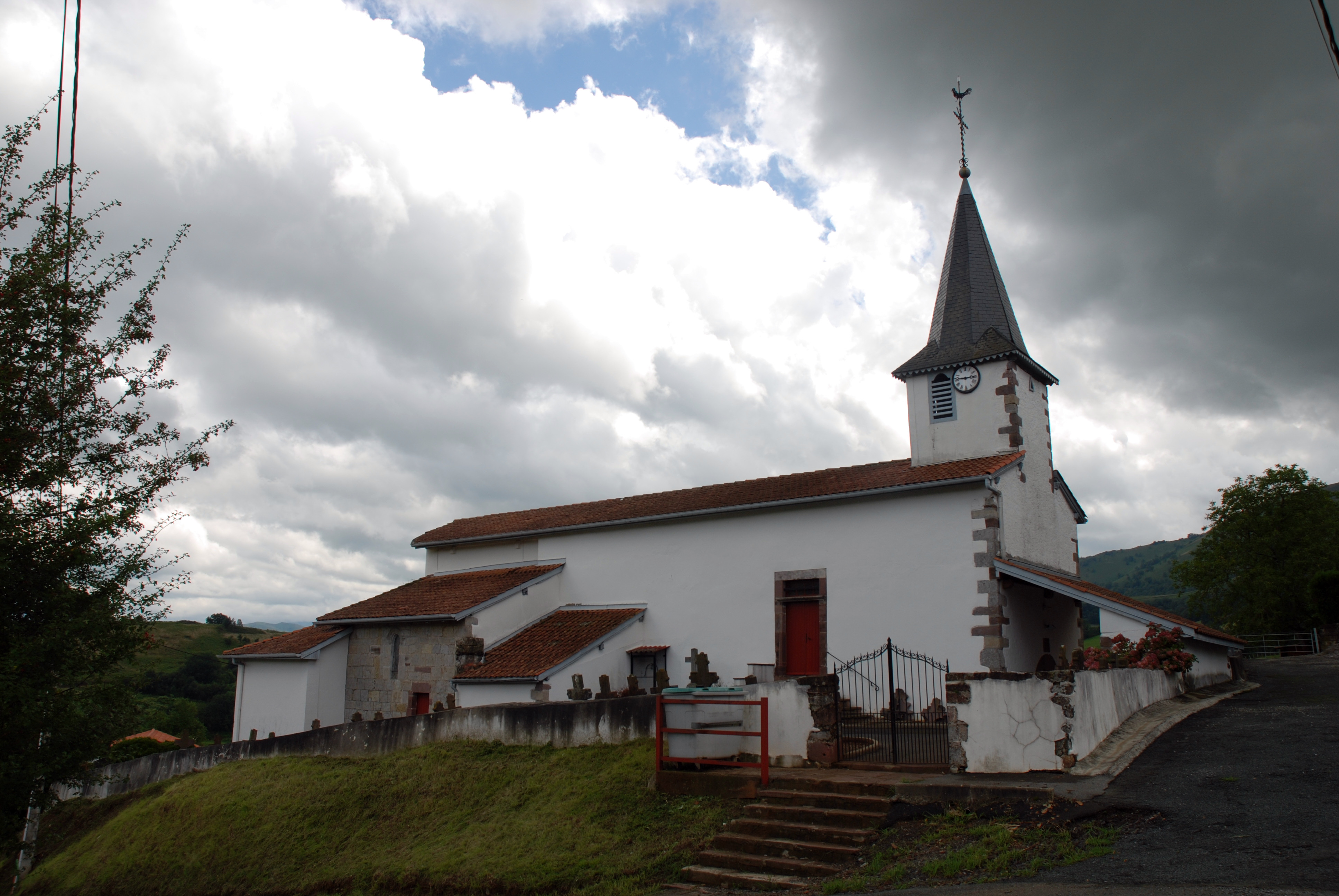
Iglesia de San Juan Bautista, de Anhaux

Anhaux (en euskera Anhauze) es una localidad y comuna francesa, situada en el departamento de Pirineos Atlánticos, en la región de Aquitania. Pertenece al territorio histórico vascofrancés de Baja Navarra.
Administrativamente también depende del Distrito de Bayona.

## Heráldica
En campo de azur, un palo de plata, acostado dos veneras del mismo metal, una en cada flanco.

## Demografía
| Gráfica de evolución demográfica de Anhaux entre 1800 y 2012 |
|                                                              |

Fuentes: Ldh/EHESS/Cassini e INSEE.